# Ivy Quainoo

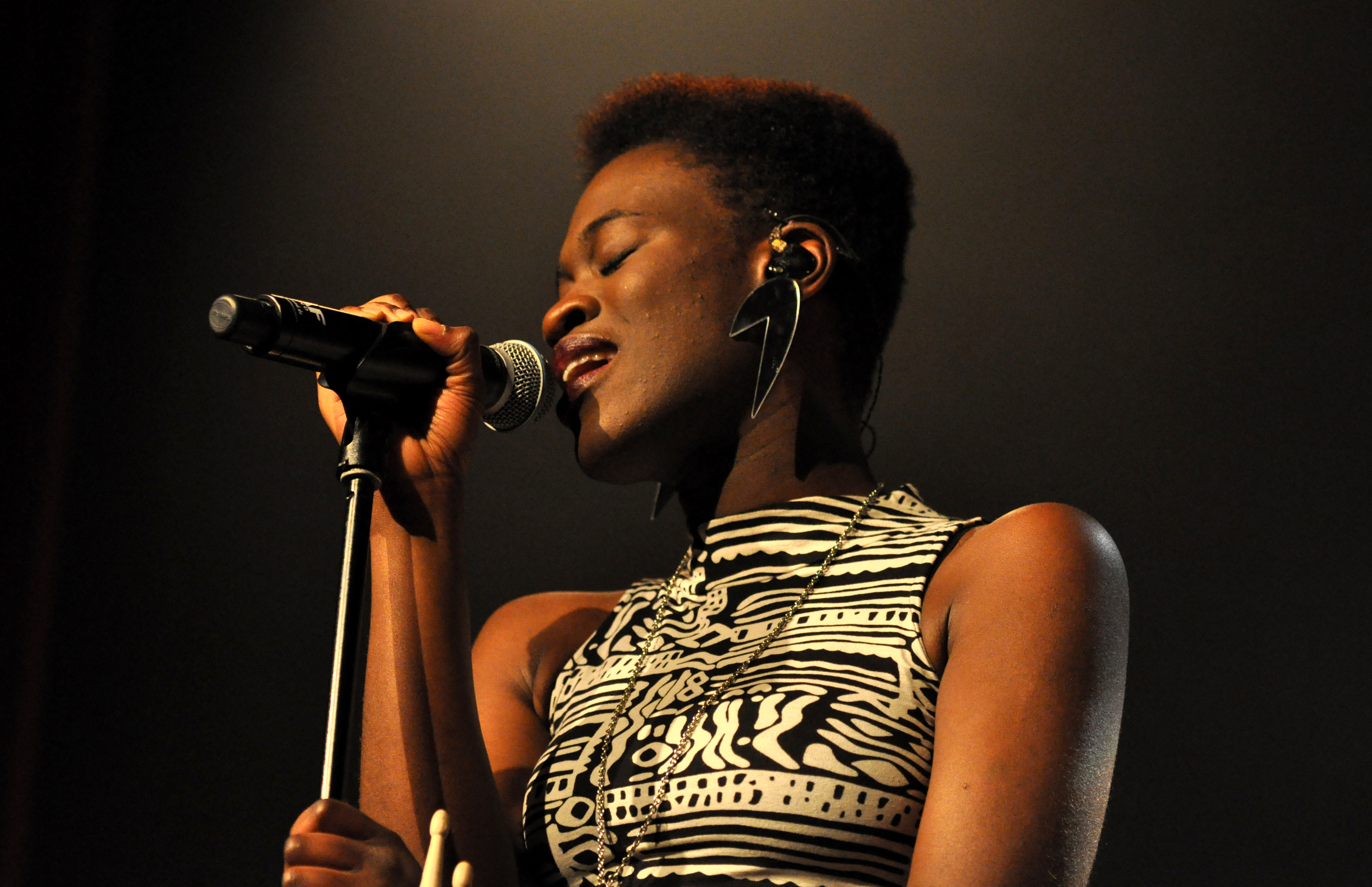
Ivy Quainoo bei einem Auftritt in Köln (2014)

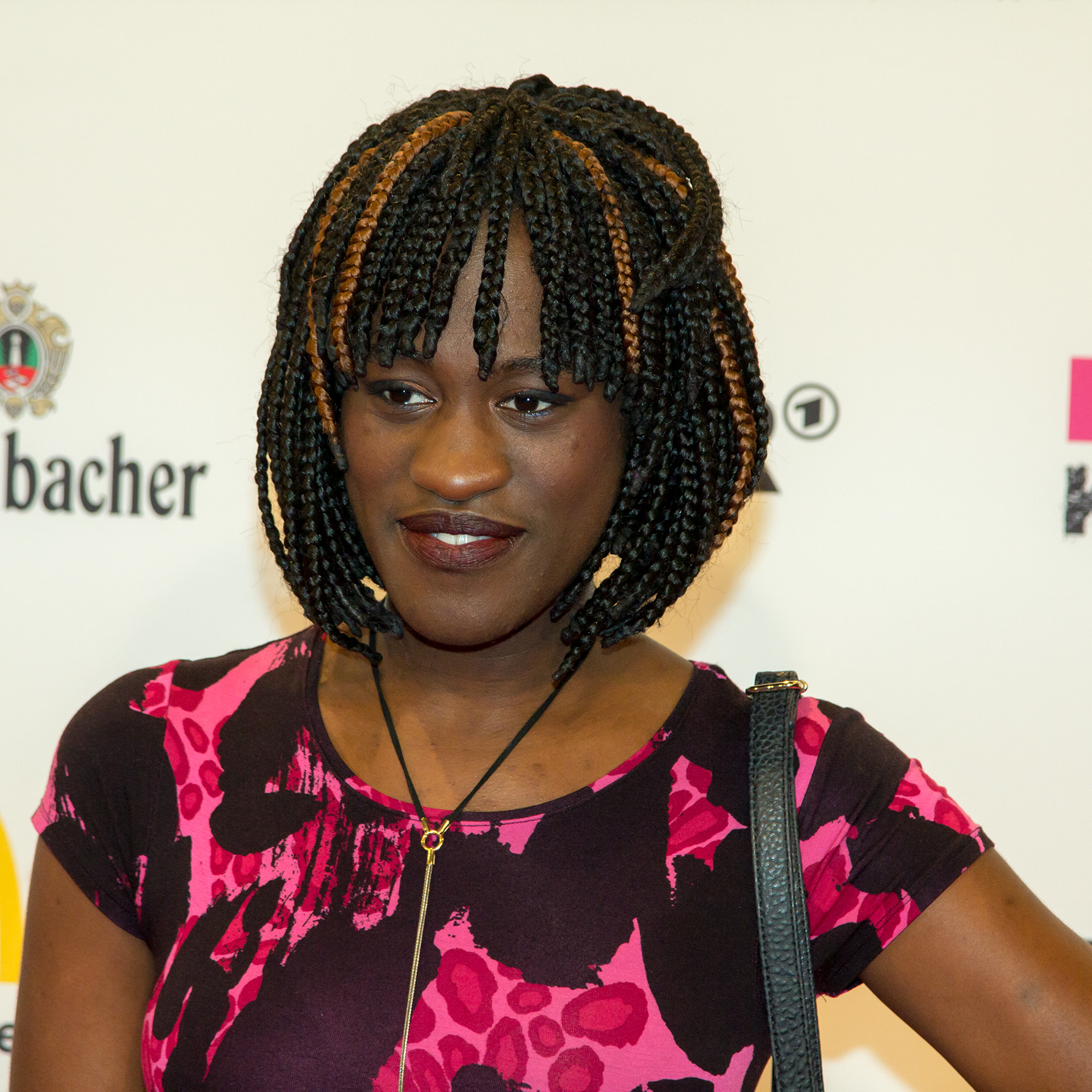
Ivy Quainoo bei der Verleihung der 1LIVE Krone 2014

Ivy Quainoo (* 25. August 1992 in Berlin) ist eine deutsche Popsängerin und Schauspielerin ghanaischer Abstammung. Im Februar 2012 gewann sie die erste Staffel der Gesangs-Castingshow The Voice of Germany.

## Leben
Ivy Quainoo wurde in Berlin-Neukölln als Tochter ghanaischer Eltern geboren. Ihr Vater verließ die Familie vor ihrer Geburt. Sie wuchs gemeinsam mit ihrer älteren Schwester bei der Mutter in Neukölln auf. Bis zur siebten Klasse besuchte Quainoo eine Neuköllner Schule, wechselte dann auf die Schiller-Oberschule in Berlin-Charlottenburg, wo sie 2011 ihr Abitur ablegte. Gegen Ende ihrer Schulzeit besuchte Quainoo zwei Jahre lang die ACADEMY Bühnenkunstschule in Berlin-Kreuzberg. 2015 besuchte sie die „American Academy of Dramatic Arts.“, eine Schauspielschule in New York City.

## Karriere

### The Voice of Germany 2012
Nach dem Abitur bewarb sich Quainoo bei der deutschen Gesangs-Castingshow The Voice of Germany. Dort entschied sie sich für die Gruppe, die von Sascha Vollmer und Alec Völkel, den beiden Frontleuten der Band The BossHoss, gecoacht wurde. In den Liveshows der Sendung wurde Quainoo als einzige Teilnehmerin der Fernsehsendung jedes Mal durch die Zuschauer weitergewählt. In der Finalshow am 10. Februar 2012 erhielt sie 33,65 % der kombinierten Stimmen aus dem Telefonvoting und der Anzahl der Song-Downloads, womit sie die drei weiteren Finalkandidaten hinter sich ließ.

### Weiterer Werdegang

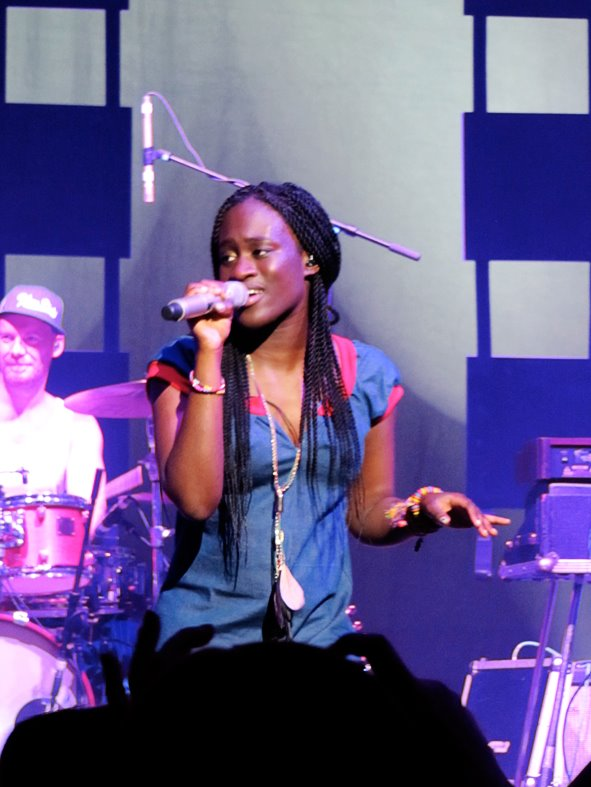
Ivy Quainoo auf ihrer ersten eigenen Tournee in Stuttgart (2012)

Wenige Wochen nach dem Finale trat Ivy Quainoo unter anderem in den Fernsehsendungen Harald Schmidt Show und Verstehen Sie Spaß? auf, um ihre Single Do You Like What You See vorzustellen. Am 2. März 2012 erschien ihr erstes Album Ivy. Nach der Veröffentlichung war Quainoo auf Radiotour und trat in der Musikshow The Dome auf. Am
22. März war sie bei der Echoverleihung 2012 zu Gast und sang mit Aura Dione, Ina Müller, Caro Emerald und Dionne Bromfield zu Ehren von Amy Winehouse den Song Valerie.
Beim ProSieben Promiboxen stellte Quainoo ihre neue Single You Got Me vor, die sie auch bei der Duftstars-Verleihung und im Sat1-Frühstücksfernsehen sang. Das dazugehörige Musikvideo wurde in Kopenhagen gedreht und am 18. Mai veröffentlicht. 2012 spielte sie auf ihrer Deutschlandtour Konzerte in Hamburg, Berlin, Leipzig, München, Stuttgart und Frankfurt am Main.
Am 7. Juni 2012 trat Quainoo beim Finale von Germany’s Next Topmodel auf und sang ihre Single Break Away. Am 15. Juli 2012 trat sie auf dem Bluetone-Festival in Straubing auf.
Für die Komödie Mann tut was Mann kann veröffentlichte Quainoo am 11. Oktober 2012 den Titelsong „Men Do What They Can“ zeitgleich zum Kinostart. Für die Mini-Serie Die Tore der Welt nahm sie mit Stanfour den Song Who You Are auf.
Am 16. November 2012 veröffentlichte Quainoo ihr Album Ivy als „Deluxe Gold Edition“. In der zweiten Liveshow der 2. Staffel von The Voice of Germany am 23. November 2012 trug sie ihren Song Who You Are vor.
Am 21. März 2013 gewann Quainoo den Echo in der Kategorie Beste Künstlerin Rock/Pop-National.

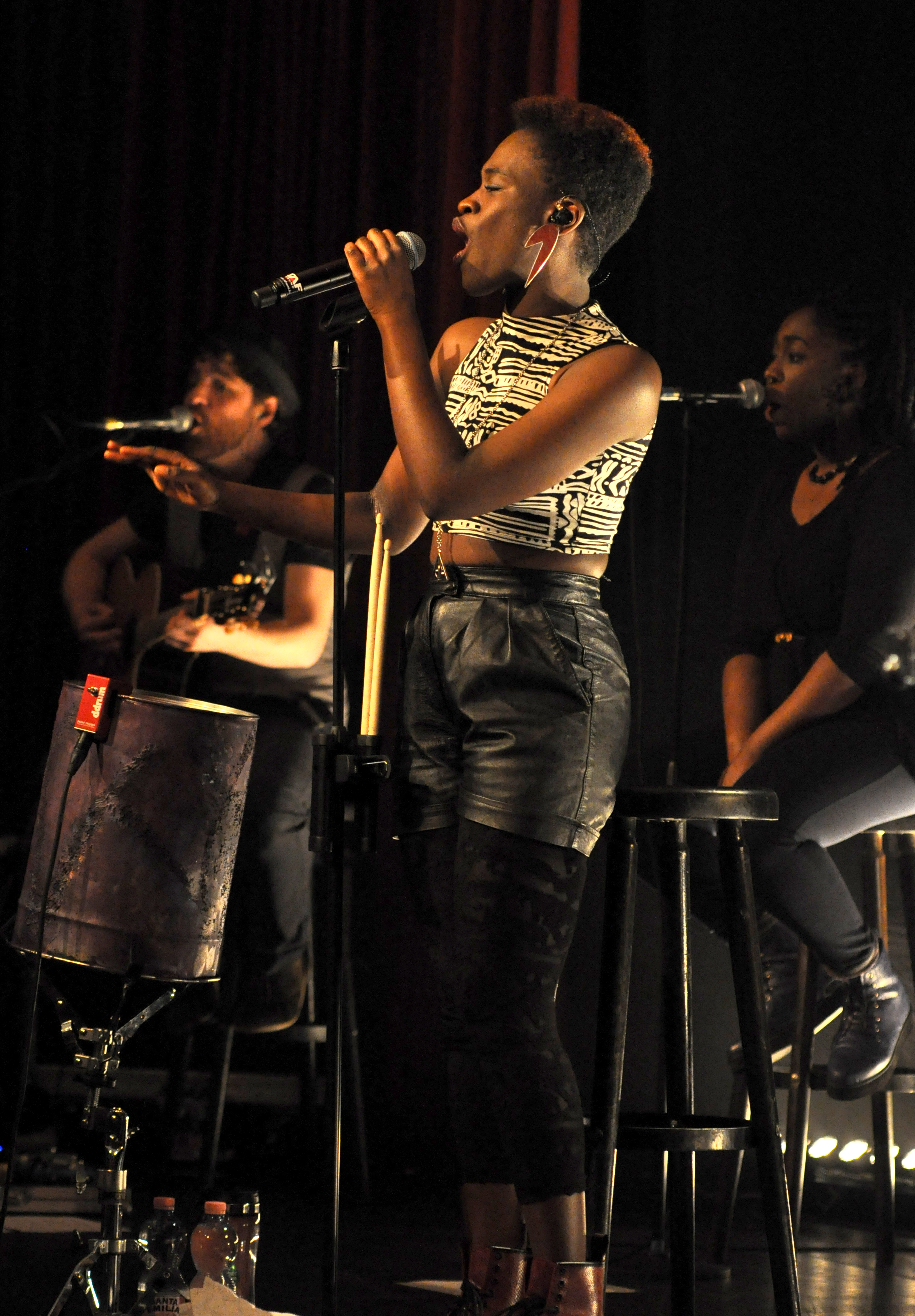
Ivy Quainoo auf der Wildfires Tour in Köln (2014)

Am 6. September 2013 erschien Quainoos erste Singleauskopplung Wildfires (Light it Up) aus ihrem zweiten Album. Diesen Song sang sie in der Fernsehsendung Schlag den Raab. Das gleichnamige Album Wildfires erschien am 27. September 2013. Dieses stellte sie unter anderem in der Fernsehsendung Promi Big Brother und bei der Preisverleihung der Goldenen Henne vor. Im Oktober 2013 begleitete Quainoo Olly Murs als Special Guest auf seiner Deutschlandtour und erhielt im Rahmen der Radio 7 Charity-Night den Musikpreis in der Kategorie „Newcomer National 2013“.
Am 29. November 2013 veröffentlichte sie ihre zweite Single Atomic, die sie zum Auftakt der Liveshows zur dritten Staffel von The Voice of Germany sang.
Rund zwei Jahre später, im November 2015, veröffentlichte sie bei Youtube und Soundcloud eine Cover-Version des Titels Mirrors von Justin Timberlake aus dem Jahr 2013. Mitte November 2017 spielte sie drei Clubkonzerte in Hamburg, Köln und Berlin.
Am 22. Februar 2018 nahm sie an der Fernsehshow Unser Lied für Lissabon, dem deutschen Vorentscheid zum Eurovision Song Contest 2018, teil.

### Schauspielkarriere
Während ihres Studiums gastierte sie an mehreren renommierten Theatern in den USA, darunter am Theater for the New City. Ihr Schauspieldebüt gab Quainoo 2022 in dem ARD-Fernsehfilm Familienerbe. 2020 hätte sie in dem Theaterstück Harry Potter und das verwunschene Kind mitwirken sollen. Jedoch musste die Premiere wegen der Corona-Pandemie abgesagt werden.
Seit Oktober 2022 ist Quainoo als Eliza Hamilton in dem Musical Hamilton am Operettenhaus in Hamburg zu sehen.
2023 hatte sie einen kurzen Auftritt in dem Actionfilm John Wick: Kapitel 4 sowie eine Nebenrolle als Jenny in der Disney+-Fernsehserie Sam – Ein Sachse.

## Sonstiges
Für die Organisation Ich will Europa und den Automobilhersteller Volkswagen drehte Ivy Quainoo Werbespots. Seit Februar 2013 ist sie Botschafterin der Schulkampagne Gemeinsam für Afrika. Im Juli 2013 lief Quainoo auf der Berlin Fashion Week für Rebekka Ruétz über den Laufsteg.
2021 war Quainoo Mitglied der deutschen Jury beim Eurovision Song Contest.
Im Jahr 2024 wurde sie für die Verleihung des Deutschen Filmpreises als eine von sieben Co-Gastgebern ausgewählt.

## Filmografie
- 2022: Familienerbe (Fernsehfilm)
- 2022: SOKO Leipzig (Fernsehserie, Episode 23x06 Zwischen den Zeilen)
- 2023: John Wick: Kapitel 4 (John Wick: Chapter 4)
- 2023: Sam – Ein Sachse (Fernsehserie, 3 Episoden)
- 2023: Girl You Know It’s True (Kinofilm)

## Diskografie

### Alben
| Jahr | Titel     | Höchstplatzierung, Gesamtwochen, AuszeichnungChartplatzierungen (Jahr, Titel, Platzierungen, Wochen, Auszeichnungen, Anmerkungen) | Höchstplatzierung, Gesamtwochen, AuszeichnungChartplatzierungen (Jahr, Titel, Platzierungen, Wochen, Auszeichnungen, Anmerkungen) | Höchstplatzierung, Gesamtwochen, AuszeichnungChartplatzierungen (Jahr, Titel, Platzierungen, Wochen, Auszeichnungen, Anmerkungen) | Anmerkungen                                            |
| Jahr | Titel     | DE | AT | CH | Anmerkungen                                            |
| ---- | --------- | --- | --- | --- | ------------------------------------------------------ |
| 2012 | Ivy       | DE5 Gold · (23 Wo.)DE | AT11 (16 Wo.)AT | CH10 (9 Wo.)CH | Erstveröffentlichung: 2. März 2012 Verkäufe: + 100.000 |
| 2013 | Wildfires | DE40 (3 Wo.)DE | — | — | Erstveröffentlichung: 27. September 2013               |

### Singles
| Jahr | Titel Album                       | Höchstplatzierung, Gesamtwochen, AuszeichnungChartplatzierungen (Jahr, Titel, Album, Platzierungen, Wochen, Auszeichnungen, Anmerkungen) | Höchstplatzierung, Gesamtwochen, AuszeichnungChartplatzierungen (Jahr, Titel, Album, Platzierungen, Wochen, Auszeichnungen, Anmerkungen) | Höchstplatzierung, Gesamtwochen, AuszeichnungChartplatzierungen (Jahr, Titel, Album, Platzierungen, Wochen, Auszeichnungen, Anmerkungen) | Anmerkungen                                                                                                 |
| Jahr | Titel Album                       | DE | AT | CH | Anmerkungen                                                                                                 |
| ---- | --------------------------------- | --- | --- | --- | --- |
| 2012 | Do You Like What You See Ivy      | DE2 Gold · (15 Wo.)DE | AT8 (14 Wo.)AT | CH12 (6 Wo.)CH | Erstveröffentlichung: 3. Februar 2012 Verkäufe: + 150.000                                                   |
| 2012 | You Got Me Ivy                    | DE31 (6 Wo.)DE | AT61 (2 Wo.)AT | CH61 (1 Wo.)CH | Erstveröffentlichung: 8. Juni 2012                                                                          |
| 2012 | Who You Are Ivy                   | DE49 (3 Wo.)DE | — | — | Erstveröffentlichung: 16. November 2012 feat. Stanfour                                                      |
| 2013 | Wildfires (Light it Up) Wildfires | DE44 (3 Wo.)DE | — | — | Erstveröffentlichung: 6. September 2013                                                                     |
| 2013 | Atomic Wildfires                  | — | — | — | Erstveröffentlichung: 29. November 2013                                                                     |
| 2018 | House on Fire –                   | — | — | — | Erstveröffentlichung: 20. Februar 2018 Song für den deutschen Vorentscheid des Eurovision Song Contest 2018 |

## Auszeichnungen für Musikverkäufe
Anmerkung: Auszeichnungen in Ländern aus den Charttabellen bzw. Chartboxen sind in ebendiesen zu finden.
| Land/RegionAuszeichnungen für Musikverkäufe (Land/Region, Auszeichnungen, Verkäufe, Quellen) | Gold     | Platin | Verkäufe | Quellen           |
| -------------------------------------------------------------------------------------------- | -------- | ------ | -------- | ----------------- |
| Deutschland (BVMI)                                                                           | 2× Gold2 | —      | 250.000  | musikindustrie.de |
| Insgesamt                                                                                    | 2× Gold2 | —      |          |                   |

## Tourneen
Solotour
- 2012: Ivy Quainoo Tour
- 2014: Wildfires Live Tour
- 2017: Ivy Quainoo Live2017

Special Guest
- 2013: Right Place, Right Time Tour

## Auszeichnungen und Nominierungen
| Tabellarische Übersicht der Auszeichnungen und Nominierungen | Tabellarische Übersicht der Auszeichnungen und Nominierungen | Tabellarische Übersicht der Auszeichnungen und Nominierungen | Tabellarische Übersicht der Auszeichnungen und Nominierungen | Tabellarische Übersicht der Auszeichnungen und Nominierungen |
| Jahr                                                         | Auszeichnung                                                 | Für                                                          | Kategorie                                                    | Resultat                                                     |
| ------------------------------------------------------------ | ------------------------------------------------------------ | ------------------------------------------------------------ | ------------------------------------------------------------ | ------------------------------------------------------------ |
| 2012                                                         | Napster-Fanpreis                                             | Ivy Quainoo                                                  | Musiker                                                      | Nominiert                                                    |
| 2012                                                         | Wild And Young Award                                         | Ivy Quainoo                                                  | Beste Durchstarterin (Bronze)                                | Gewonnen                                                     |
| 2012                                                         | Wild And Young Award                                         | Do You Like What You See                                     | Beste Single                                                 | Nominiert                                                    |
| 2012                                                         | Wild And Young Award                                         | Ivy                                                          | Bestes Album                                                 | Nominiert                                                    |
| 2013                                                         | Echo                                                         | Ivy Quainoo                                                  | Künstlerin Rock/Pop National                                 | Gewonnen                                                     |
| 2013                                                         | Echo                                                         | Ivy Quainoo                                                  | Bester Newcomer National                                     | Nominiert                                                    |
| 2013                                                         | Napster-Fanpreis                                             | Ivy Quainoo                                                  | Musiker                                                      | Nominiert                                                    |
| 2013                                                         | Radiopreis Sieben                                            | Ivy Quainoo                                                  | Beste Newcomerin 2013                                        | Gewonnen                                                     |